# IA-100
Le FAdeA IA-100 est un projet d'avion d'entrainement acrobatique conçu en Argentine par la Fábrica Argentina de Aviones. Cet avion vise le segment des avions d'entrainements civils et militaires et possède une structure totalement faite de matériaux composites.
En 2015, il est montré au public comme un démonstrateur, 8 août 2016 il fait son premier vol qui durera 58 minutes. Il sera utilisé par la Force aérienne argentine. La Force aérienne argentine a effectué une demande pour demander divers changements sur le prototype afin qu'il soit adapté aux besoins militaires plus exigeants avec notamment : une capacité de vol acrobatique, une avionique IFR avec planche de bord tout écran, et un Train d'atterrissage rétractable. Cette variante s'appellera IA-74.

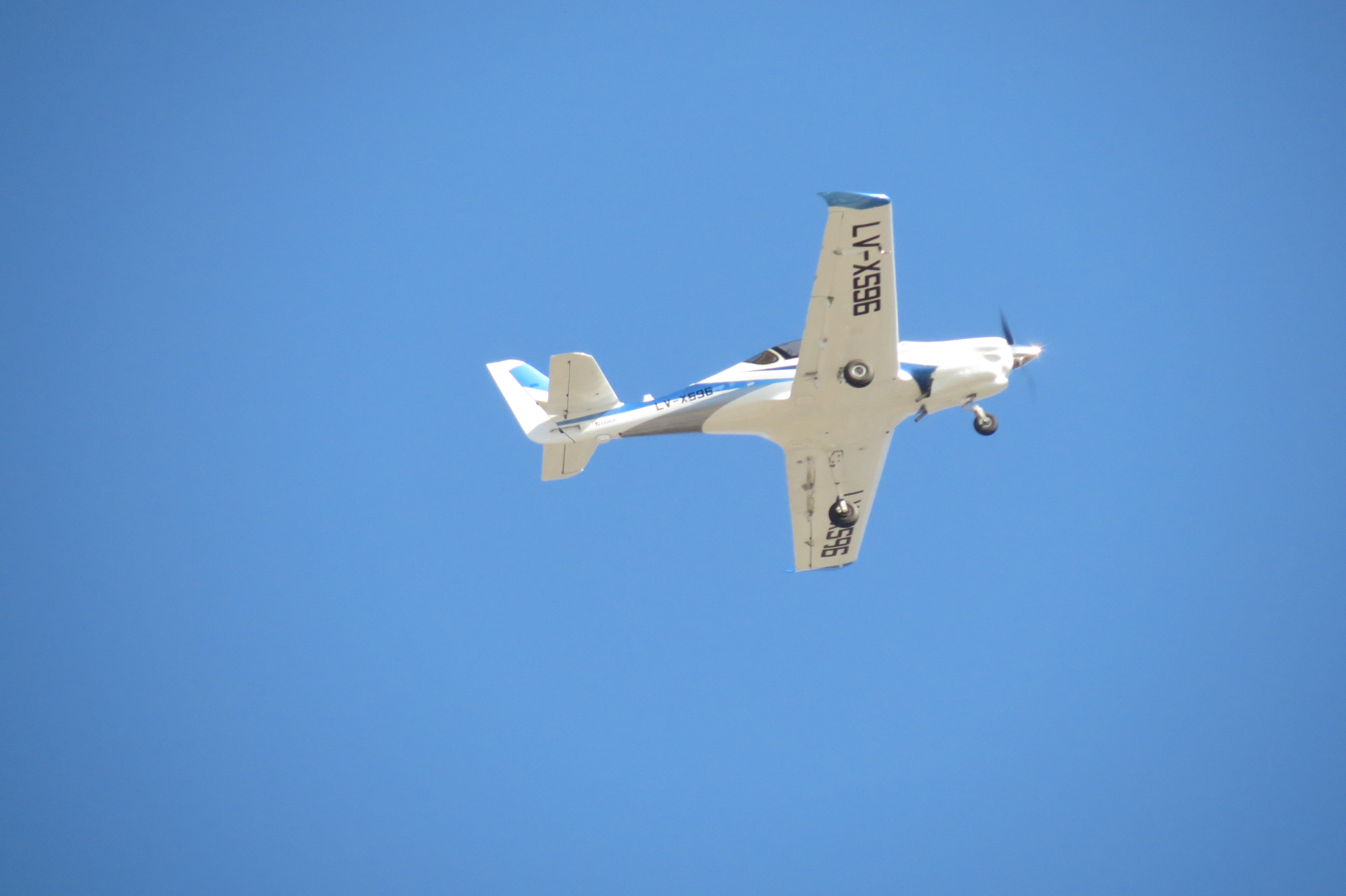
IA-100A pendant son premier vol en 2016.

## Conception et développement
Le IA-100 est conçu par la FAdeA, développé dans ses locaux avec certaines pièces conçues et fabriquées par des PME argentines.
Le projet consiste en quatre phases :
1. Fabriquer un démonstrateur technologique de dernière génération monomoteur léger, biplace côte à côte, ailes basses et train d'atterrissage fixe. Il doit aussi être capable de voler aux instruments.
2. Fabriquer un avion utilitaire avec une avionique simplifiée certifié FAR23 et train d'atterrissage fixe.
3. développé à partir de la phase précédente, il doit devenir un avion militaire avec la certification FAR23, des capacités de vols acrobatiques, un train d'atterrissage rétractable. Il s'appellera IA-74.
4. Fabriquer un avion qui a une place dans l'aviation civile et militaire avec quatre places, la certification FAR23, un moteur plus puissant, avec la possibilité de modifier l'avionique et le train d'atterrissage.

## Composants du IA-100B

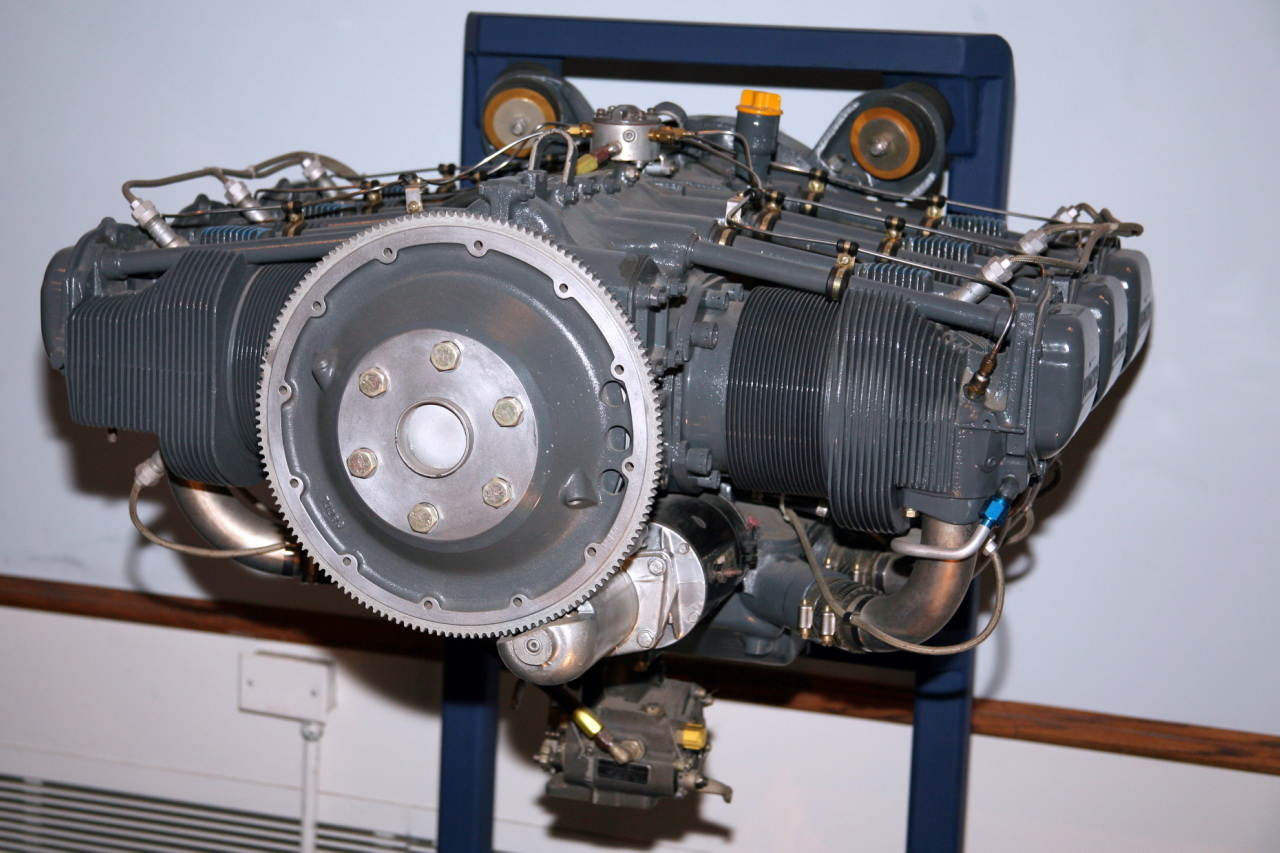
Lycoming AEIO-540-D4A5

### Propulsion
| Système | Pays                   | Fabricant        | Notes             |
| ------- | ---------------------- | ---------------- | ----------------- |
| Moteur  | Drapeau des États-Unis | Lycoming Engines | 1 × AEIO-540-D4A5 |

## Variantes
- IA-100A: Prototipe biplace
- IA-100B: Modèle de série triplace avec moteur de 260 HP, hélice tripale, certification FAR23, capacités de vols acrobatiques, train d'atterrissage rétractable

## Opérateurs

### Futurs
- Force aérienne argentine: 10 IA-100B commandés[2],[3].

### Potentiels
- Force aérienne paraguayenne[4]

- Force aérienne uruguayenne[5]

## Caractéristiques (IA-100A)
voici d'autres informations sur le prototype :
- conçu par Juan Vidal
- cout à l'achat : US $  1 180 535, coût de l'heure de vol : US $ 185
- avionique Garmin G500